# Cargo Records
Cargo Records (eller ibland Disques Cargo i Kanada) är ett självständigt skivbolag och distributör som grundades 1987 av Eric Goodis, Randy Boyd och Phil Hill i Montreal, Kanada. Två år senare grundades dotterbolaget Cargo Music i San Diego, USA, vilket följdes av Cargo Records i Storbritannien 1992 och i Tyskland 1998.
Den 19 december 1997 ansökte Cargo Records i Kanada om konkurs, men de resterande filialerna fortsatte sin verksamhet.